# Willem Hendrik Zwart
Ne pas confondre avec Willem de Zwart, peintre et graveur
Willem Hendrik Zwart (Zaandam, 26 mai 1925 – Kampen, 29 avril 1997) est un organiste et compositeur néerlandais. 

## Biographie
Willem Hendrik Zwart est le fils de l'organiste et compositeur Jan Zwart (1877–1937), tenant jusqu'à sa mort la tribune de l'Hersteld Evangelisch Lutherse Kerk à Amsterdam, et de son épouse Catharina. Il reçoit sa première éducation musicale de son père, puis de Simon C. Jansen, de George Stam, de Willem Mudde et d'Herman Strategier. En 1945, il est nommé organiste à l'église réformée de Coevorden alors qu'il poursuit encore ses études, puis, après un bref interlude, en 1952 à la Zionskirche de Groningue, en 1954 il rejoint la tribune de la Bovenkerk de Kampen, sur l'orgue construit en 1743 par Albertus Antonius Hinsz. Il y reste jusqu'en 1994.

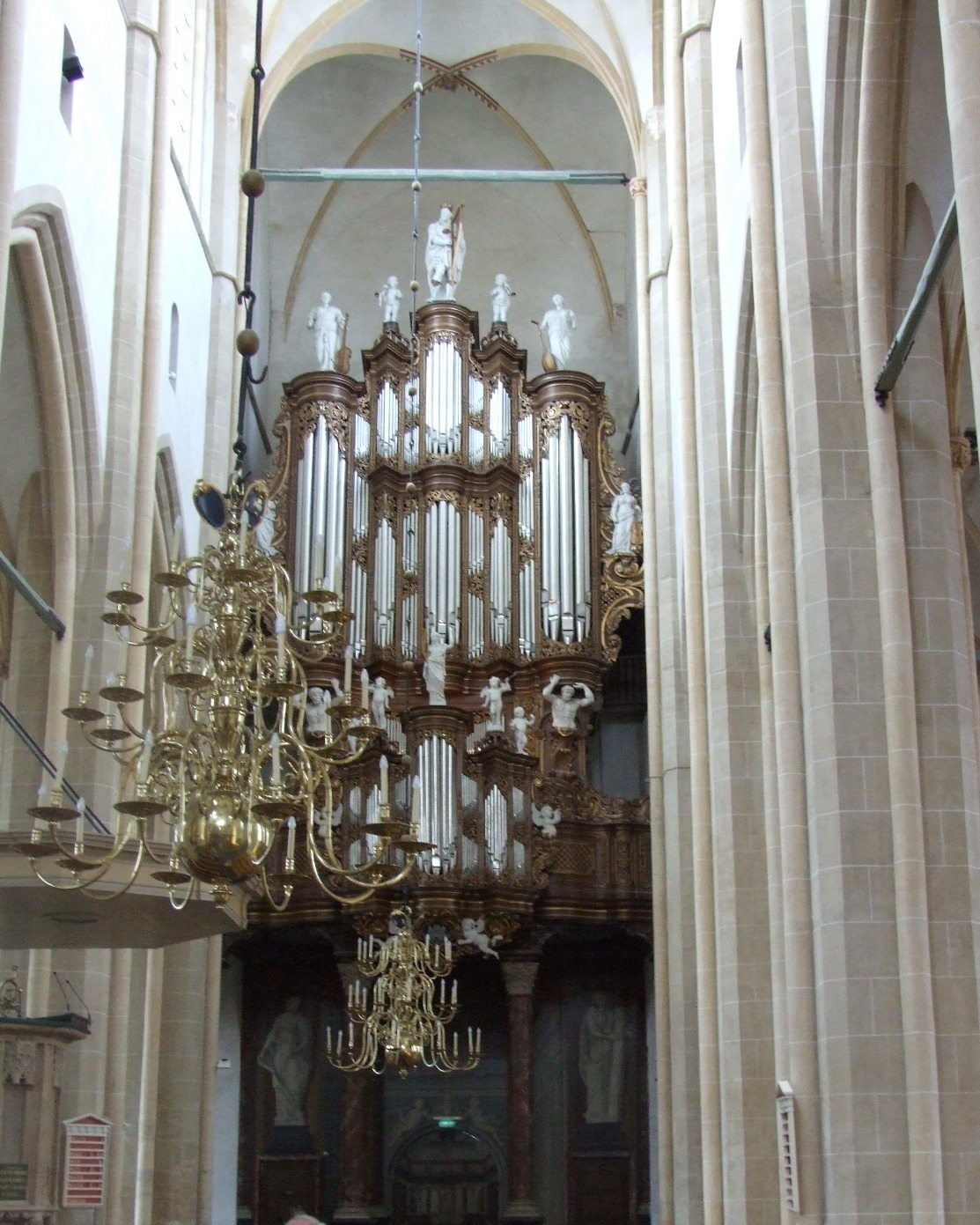
Le grand orgue de Albertus Antonius Hinsz (1743) de la Bovenkerk à Kampen.

Willem Hendrik Zwart donne de nombreux concerts en Allemagne et hors des Pays-Bas. De 1971 à 1973, il fait des tournées de concerts aux États-Unis et au Canada. En tant que l'un des premiers organistes néerlandais, il a également joué pour la télévision. 
Outre son travail d'organiste, il a également été actif en tant que chef de chœur d'ensemble de voix d'hommes. Il a publié plusieurs livres et des articles sur l'orgue et le répertoire musical de l'instrument. Ses compositions sont souvent sous la forme de compositions canoniques ou de toccata.
En 1956, Zwart épouse Johanna Margaretha Hofland. Son fils Everhard (né en 1958) le suit dans la carrière d'organiste et son second fils, Jan Quintus (né en 1957) est chef d'orchestre et dirige le label discographique JQZ Muziekproducties basé à Kampen.
Willem Hendrik Zwart a enregistré de nombreux disques et reçu un disque en or à l'occasion de la vente de plus de 25 000 disques des œuvres de son père, Jan Zwart.

## Prix et honneurs
- Prix d'honneur de la ville de Kampen (1992)
- Chevaliers de l'ordre d'Orange-Nassau (1993)